# Protokoli Sionskih mudraca
Protokoli Sionskih mudraca (na ruskom: Протоколы сионских мудрецов ili Сионские протоколы) je antisemitski spis koji je navodno zbornik zapisnika s masonskih sastanaka te tako opisuje navodnu židovsku i masonsku zavjeru da se zavlada svijetom. Protokoli se ubrajaju u najpoznatije povijesne krivotvorine.
U svom eseju Knjiga kraljeva i budala pisac Danilo Kiš detaljno istražuje podrijetlo i sudbinu ove knjige.

## Povijest
Protokoli su prvi put tiskani 1903. godine u ruskom listu Znamja, pa potom ponovo 1905. kao dvanaesto poglavlje knjige ruskog pravnika, mistika i pisca religijskih pamfleta Sergeja Nilusa. Nilus je tvrdio da rukopis potječe s Prvog cionističkog kongresa održanog od 29. do 31. kolovoza 1897. u Baselu. Kada mu je skrenuta pažnja na to da je kongres bio otvoren za javnost i da su mnogi nežidovi prisustvovali, promijenio je priču i tvrdio da je rukopis potekao s tajnih sastanaka održavanih 1902. i 1903. godine da bi konačno rekao da je tekst dobio već 1901. godine. .
Najveći dio teksta „Protokola“ potječe iz djela francuskog pisca i satirista Maurice Joly-ja Razgovor između Macchiavelija i Montesquiea na onome svijetu, napisanog 1864. godine kao kritika politike Napoleona Trećeg. Djelo nije antisemitskog karaktera niti se u njemu spominju Židovi. Dijalog se vodi između Macchiavelija, kome su u usta stavljene ideje Napoleona Trećeg i Montesquiera, koji govori s liberalnih pozicija. Poglavlja Protokola od broja 1 do 19 prate Jollyijev Dijalog od poglavlja 1 do 17 na mnogim mjestima od riječi do riječi.
Jedan manji dio teksta je preuzet iz romana Biarritz Hermanna Goedschea, napisanog 1868. godine. . Goedsche je roman objavio pod pseudonimom „Sir John Retcliff“. Jedno poglavlje u knjizi je nosilo naslov Židovsko groblje u Pragu i Vijeće predstavnika dvanaest plemena Izraela i objavljeno je posebno 1872. godine u Sankt Peterburgu kao pamflet. Roman je nastao pod direktnim uticajem Joly-jevog „Razgovora“ iz koga je prepisan znatan dio materijala kao i iz romana Joseph Balsamo Alexandrea Dumasa oca. Sam Goedsche je izgubio posao u pruskoj pošti 1848. godine pošto je objelodanjeno da je krivotvorio dokumente kojima bi dokazao da je tadašnji kandidat na izborima radio protiv kralja.

## Podrijetlo krivotvorine
Predsjednik ruskog Vijeća ministara, Pjotr Stolipin je 1905. sproveo istragu i zaključio da su protokoli progurani već 1897. godine. On je rezultate svoje istrage priopćio caru Nikolaju II. koji je, iako i sam antisemit, navodno izjavio da Protokole treba zaplijeniti jer se ne može "pravedan cilj postići prljavim sredstvima".
Podrijetlo „Protokola“ je na Zapadu rasvijetljeno 1920. godine u Londonu kada je engleski novinar Lucien Wolf otkrio u listu Times da je tekst gotovo u cijelosti preuzet iz prethodno navedena dva rada. Najveći broj povjesničara se slaže da je „Protokole“ napisao oko 1890. godine Matvej Golovinski, novinar rusko-francuskog podrijetla, operativac Ohrane, ruske tajne policije, i antisemit.
Ruski povjesničar Mihail Lepekin je 18. studenog 1999. objavio rezultate svojih istraživanja izvora Protokola u francuskom listu Ekspres. Po Lepekinu, autor je Matvej Golovinski, a djelo je nastalo 1901. godine. Djelo je pisano pod okriljem Ohrane koja je nastojala da ograniči careve modernističke težnje za industrijalizacijom, a Golovinski je angažiran da bi kompromitirao bogate Židove koji su u Rusiji imali značajnu političku moć. Izravni nalogodavci su bili ultrareakcionarni Ivan Golemikin, bivši ministar unutarnjih poslova i Pjotr Rakovski, šef tajne policije. Lepekin je svoje istraživanje zasnivao na nalazima u ruskim arhivima koji su postali dostupni 1992. godine. On nije prvi koji je identificirao Golovinskog. To je prvi put uradio 1944. godine njemački pisac Konrad Heiden. 
Lepekin tvrdi da nalazi pokazuju da je agent Ohrane francuz Henri Bint bio angažiran platiti izradu. To je Bint priznao 1917. Sergeju Svatikovu, tadašnjem predstavniku vlade Kerenskog kada je ovaj došao u Pariz razriješiti dužnosti bivše službenike Ohrane. Dokumente o Golovinskom i njegovom nalogu je 1925. bivši ruski veleposlanik, Vasilije Maklakov, predao američkoj zakladi Hoover dok je Bintov osobni arhiv bio kupljen i držan u Pragu sve dok ga SSSR nije preuzeo odatle 1946. godine .
26. studenoga 1993. godine, u Okružnom sudu u Moskvi (Čerjomušinski okrug), sud, s predsjedavajućom sutkinjom Valentinom Belikovom i članovima vijeća Bunjinom i Jakovljevom, po tužbi desničarske grupe „Pamjat“ protiv lista Židovska gazeta, a poslije mišljenja više stručnjaka, donosi presudu da su "Protokoli" krivotvorina da se njihovo tiskanje ima smatrati antisemitizmom. Panel stručnjaka se sastojao od tri člana koje su obe strane u sporu odobrile i koji nisu bili židovskog podrijetla .

## Utjecaj
„Protokoli“ spadaju među najviše zloupotrebljavane natpise u povijesti. Iako je njihova autentičnost stavljena pod sumnju takoreći odmah po tiskanju, a ubrzo potom i potpuno osporena, na Protokole su se kao na istinite uporno pozivale razne antisemitske struje i politički pokreti, počev od ruskih, preko Hitlera do modernih azijskih i južnoameričkih.

## Vanjske poveznice
- Puni tekst protokola
- Analiza protokola  Arhivirana inačica izvorne stranice od 4. prosinca 2006. (Wayback Machine)